# Ключи (Кудымкарский район)
Ключи́ — деревня в Кудымкарском районе Пермского края. Входила в состав Ленинского сельского поселения. Располагается южнее от города Кудымкара. Расстояние до районного центра составляет 50 км. По данным Всероссийской переписи населения 2010 года, в деревне проживало 33 человека (16 мужчин и 17 женщин).

## История
По данным на 1 июля 1963 года, в деревне проживало 119 человек. Населённый пункт входил в состав Полвинского сельсовета.